# Ghasr-e Szirin
Ghasr-e Szirin (perski: قصرشيرين, قەسر) – miasto w zachodnim Iranie, w ostanie Kermanszah. W 2006 roku miasto liczyło 15 437 mieszkańców w 3 893 rodzinach. Większość z nich to Kurdowie, będący szyitami i jarsanitami.